# Cerdale paludicola
Cerdale paludicola är en fiskart som beskrevs av Dawson, 1974. Cerdale paludicola ingår i släktet Cerdale och familjen Microdesmidae. IUCN kategoriserar arten globalt som otillräckligt studerad. Inga underarter finns listade i Catalogue of Life.